# Синовете на анархията
„Синове на анархията“ (на английски: Sons of Anarchy) е американски криминален и драматичен телевизионен сериал, излъчван по канала Еф Екс. Продуциран е от Кърт Сътър.

## Галерия
- Марк Бун-младши
- Райън Хърст
- Лиана Либерато
- Хейли Макфарланд
- Рон Пърлман
- Кейти Сегал